# 中矢俊博
中矢 俊博（なかや としひろ、1949年 - ）は、日本の経済学者。1949年、北九州・小倉で生まれる。1973年名古屋市立大学経済学部卒業後、南山大学大学院経済学研究科に進学、1979年満期退学。南山大学経済学部助手・講師・助教授を経て、1994年に南山大学経済学部教授に就任。学部長を6年間、学生部長を4年間務め、現在、南山大学名誉教授。博士（経済学）（名古屋大学・論文博士・2000年）。

## 学位および資格
- 1976年 3月 経済学修士 南山大学
- 2000年 7月 博士（経済学）（名古屋大学） 論経済博第74号

## 学歴
- 1969年 4月－1973年 3月 名古屋市立大学経済学部経済学科 卒業
- 1974年 4月－1976年 3月 南山大学大学院経済学研究科博士前期課程 修了
- 1976年 4月－1979年 3月 南山大学大学院経済学研究科博士後期課程 単位取得満期退学

## 職歴
- 1979年 4月－1980年 3月 南山大学経済学部助手
- 1979年 4月－1980年 3月 留学 神戸大学大学院経済学研究科
- 1980年 4月－1984年 3月 南山大学経済学部講師
- 1984年 4月－1994年 3月 南山大学経済学部助教授
- 1986年 9月－1988年 2月 留学 ロンドン大学大学院教育研究所
- 1989年 4月－1989年 9月 名古屋大学経済学部非常勤講師
- 1994年 4月－2018年 3月 南山大学経済学部教授
- 1999年 6月－1999年 9月 留学 ケンブリッジ大学経済政治学部
- 2001年10月－2006年3月 名古屋大学工学部非常勤講師
- 2005年 4月－2005年 9月 名古屋大学大学院経済学研究科非常勤講師

## 学会役員歴
- 1994年 6月－2014年 5月 マルサス学会理事
- 2005年 6月－2007年 5月 マルサス学会会長
- 2011年12月－現在に至る ケインズ学会幹事

## 主な著書・論文
1. 『ケンブリッジ経済学研究－マルサス・ケインズ・スラッファ－』、単著、1997年7月、同文舘出版、260 p.
2. 『マルサス派の経済学者たち』、共編著(編者:中矢俊博、柳田芳伸)、2000年6月、日本経済評論社、239p.
3. 『入門書を読む前の経済学入門』、単著、2001年9月、同文舘出版、188p.
4. 『ケインズとケンブリッジ芸術劇場－リディアとブルームベリーグループ－』、単著、2008年8月、同文舘出版、204 p.
5. 『やさしい経済学史』、単著、2012年8月、日本経済評論社、63p.
6. 「ケインズと芸術－芸術評議会の理念－」、単著、2013年6月、『南山経済研究』、南山大学経済学会、pp.33-57.
7. 『天才経済学者たちの闘いの歴史』、単著、2014年3月、同文舘出版、142p.
8. 「ケインズの『敗れた敵、メルヒオル博士』」、単著、2014年10月、『南山経済研究』、南山大学経済学会、pp.71-85.
9. 『イチからわかる 学びなおし経済学』、単著、2016年7月、日本実業出版社、245p.
10. 『入門書を読む前の経済学入門』第4版、共著(中矢俊博、上口晃)、2017年3月、同文舘出版、230p.
11. 『ケインズ経済学研究-芸術家ケインズの誕生を探る-』、単著、2018年12月、同文館出版、277p.